# صابر رهبر
صابر رهبر (زادهٔ ۲۰ مهر ۱۳۱۴ تهران – درگذشت ۱۰ خرداد ۱۳۹۳ تهران)، هنرمند ایرانی که در زمینه‌های کارگردانی، تهیه کنندگی، بازیگری، فیلم‌برداری، نویسندگی، تدوینگری، فیلمنامه‌نویسی و سینماداری سابقه فعالیت دارد.

## زندگی

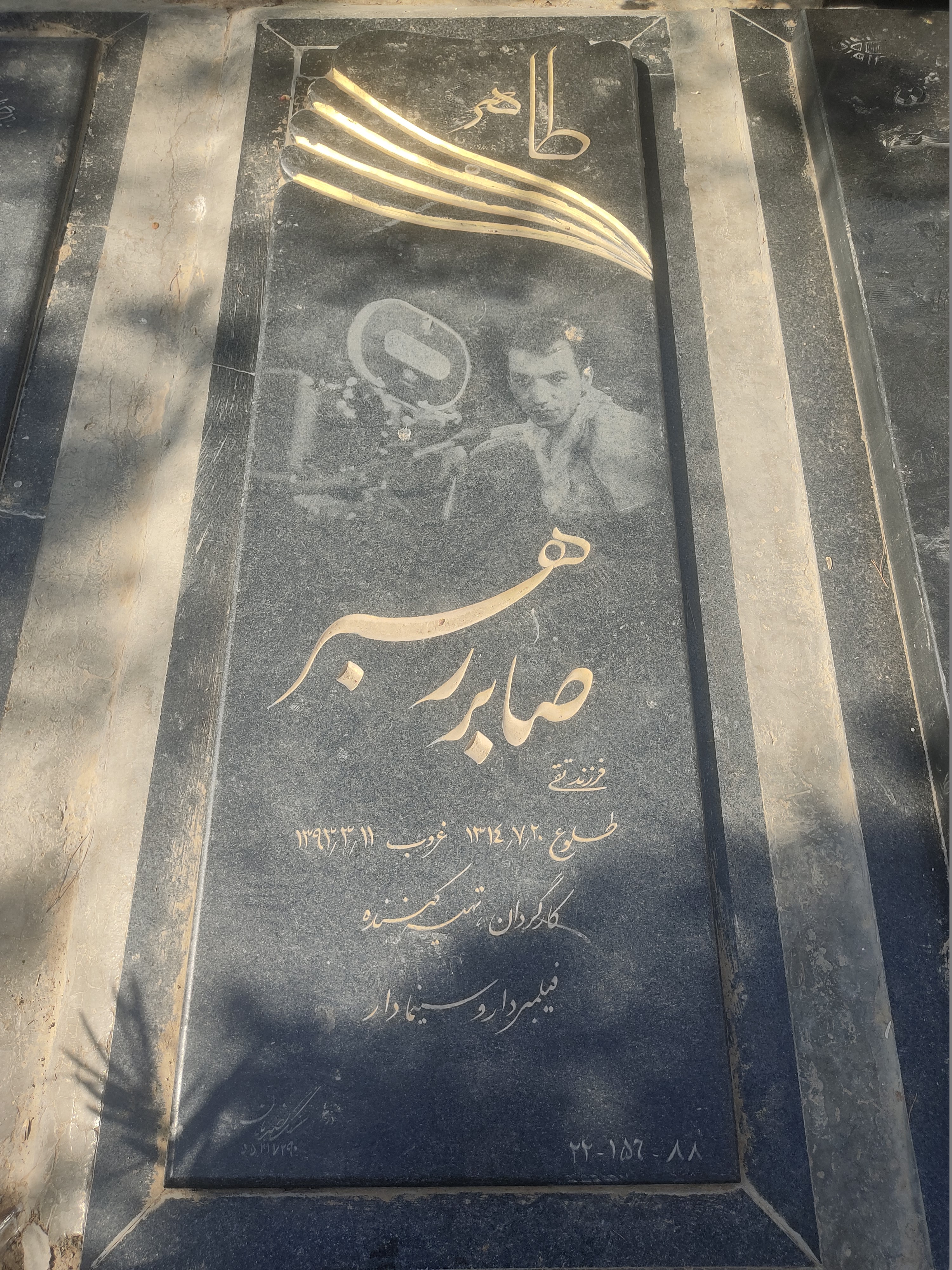
قبر صابر رهبر در قطعهٔ هنرمندان بهشت زهرا

صابر رهبر در سال ۱۳۱۴ در تهران زاده شد وی اصالتاً اهل آستارا است. رهبر فعالیت هنری را سال ۱۳۳۲ در گروه فنی استودیو «پارس فیلم» آغاز کرد و کارش را به عنوان دستیار فیلمبردار ادامه داد و سینما را سال ۱۳۳۷ با بازی در نقش کوتاهی در فیلم «لات جوانمرد» به کارگردانی مجید محسنی تجربه کرد.
صابر رهبر اوایل دههٔ ۱۳۳۰ وارد دنیای سینما شد و در فاصلهٔ سال‌های ۱۳۴۳ تا ۱۳۵۲ یازده فیلم را کارگردانی کرد و همچنین به عنوان نویسنده فیلم‌نامه، فیلم‌بردار، سرمایه‌گذار و تهیه‌کننده در چند پروژه سینمایی مشارکت داشت. وی در سال‌های پس از انقلاب به مدیریت سینما کریستال اشتغال داشت.
رهبر سال ۱۳۴۲ مدیریت سینما کریستال را برعهده گرفت و در سال‌هایی که سینماهای خیابان لاله‌زار کمتر مورد توجه مخاطبان فرهیخته سینما قرار می‌گرفت، کریستال را به پاتوقی برای دوستداران سینما تبدیل کرد. وی در سال‌های پس از انقلاب نیز همچنان مدیریت سینما کریستال را برعهده داشت. وی در سال ۱۳۸۱ در ششمین جشن سینما یک تندیس ویژه دریافت کرد.
شامگاه ۱۰ خرداد ماه ۱۳۹۳ در سن ۸۳ سالگی درگذشت؛ و روز سه شنبه در قطعه هنرمندان بهشت زهرا به خاک سپرده شد.
پروین (پری غفّاری)، خواننده و بازیگر سینمای قبل از انقلاب، ۱۷ سال پیش از مرگ، با چنین جملاتی اوضاع و احوال خود را توصیف کرد: «با آنکه هر دو فرزندم را دوست دارم اما برای اینکه در جایی ثبت شود می‌گویم که این تنها صابر رهبر [سینمادار شناخته شده ایران] است که به یاد من بوده و با ارسال پول، هزینه زندگی و درمان مرا می‌پردازد.»

## فیلم‌شناسی

### کارگردان
- کج کلاخان (۱۳۵۲)
- ظفر (۱۳۵۱)
- مردان خشن (۱۳۵۰)
- مردی از جنوب شهر (۱۳۴۹)
- دنیای آبی (۱۳۴۸)
- چرخ فلک (۱۳۴۶)
- شارلاتان (۱۳۴۵)
- سه تا نخاله (۱۳۴۴)
- مراد و لاله (۱۳۴۴)
- ترانه‌های روستائی (۱۳۴۳)
- مسیر رودخانه (۱۳۴۳)

### نویسنده
- کج کلاخان (۱۳۵۲)
- ظفر (۱۳۵۱)
- چرخ فلک (۱۳۴۶)
- شارلاتان (۱۳۴۵)
- مراد و لاله (۱۳۴۴)
- مسیر رودخانه (۱۳۴۳)

### بازیگر
- لات جوانمرد (۱۳۳۷)

### تهیه‌کننده
- کج کلاخان (۱۳۵۲)
- ظفر (۱۳۵۱)
- مردان خشن (۱۳۵۰)
- مردی از جنوب شهر (۱۳۴۹)
- دنیای آبی (۱۳۴۸)
- چرخ فلک (۱۳۴۶)
- سه تا نخاله (۱۳۴۴)
- مراد و لاله (۱۳۴۴)
- ترانه‌های روستائی (۱۳۴۳)
- مسیر رودخانه (۱۳۴۳)
- عروس دهکده (۱۳۴۱)

### مدیر فیلم‌برداری
- مراد و لاله (۱۳۴۴)

### فیلم‌بردار
- دنیای آبی (۱۳۴۸)
- چرخ فلک (۱۳۴۶)
- شارلاتان (۱۳۴۵)
- سه تا نخاله (۱۳۴۴)
- ترانه‌های روستائی (۱۳۴۳)
- مسیر رودخانه (۱۳۴۳)
- چادرنشین‌ها (۱۳۴۱)
- خداداد (۱۳۴۱)
- عروس دهکده (۱۳۴۱)
- لاله آتشین (۱۳۴۱)
- عسل تلخ (۱۳۴۰)
- مرغابی سرخ کرده (۱۳۴۰)
- آرامش قبل از طوفان (۱۳۳۹)
- می‌میرم برای پول (۱۳۳۸)

### تدوین
- شارلاتان (۱۳۴۵)
- سه تا نخاله (۱۳۴۴)
- مراد و لاله (۱۳۴۴)
- ترانه‌های روستائی (۱۳۴۳)
- مسیر رودخانه (۱۳۴۳)
- عروس دهکده (۱۳۴۱)